# Malăk Dol, Stara Zagora
Malăk Dol (în bulgară Малък Дол) este un sat în comuna Bratea Daskalovi, regiunea Stara Zagora,  Bulgaria. 

## Demografie
Componența etnică a satului Malăk Dol
     Bulgari (98,36%)
     Nicio identificare (1,63%)
     Altele (0%)
La recensământul din 2011, populația satului Malăk Dol era de 61 locuitori. Din punct de vedere etnic, majoritatea locuitorilor (98,36%) erau bulgari. Pentru 1,63% din locuitori nu este cunoscută apartenența etnică.